# Homalictus versifrons
Homalictus versifrons (лат.) — вид пчёл рода Homalictus из семейства Halictidae. Эндемик Фиджи.

## Распространение
Острова Океании: Фиджи (Viti Levu). На высоте 1100 м.

## Описание
Пчёлы мелкого размера (около 4 мм). От близких видов отличаются следующими признаками: у самцов места прикрепления антенн и параокулярная область сильно вдавлены, бороздки на лбу в основном поперечные. Кроме того, брюшко «блестит черновато-коричневым и металлическим оттенком», который является уникальным среди фиджийских Homalictus, описанных здесь. Скуктум и скутеллюм пурпурные. Основная окраска коричневатая и чёрная. Голова и грудь покрыты волосками (опушение самок более плотное и длинное); длинные волоски на нижней стороне брюшка. Мандибулы могут быть простыми или двузубчатыми. Проподеум имеет слабый киль вдоль заднего спинного края. На задних голенях несколько шипиков. Когти всех исследованных образцов были расщеплены. Базальная жилка переднего крыла изогнутая. Язычок короткий. Ведут одиночный образ жизни. Гнездятся в почве.

## Классификация
Таксон впервые был описан в 1928 году по материалам из Фиджи, а его валидный статус был подтверждён в 2019 году в ходе ревизии рода, проведённой австралийскими энтомологами Джеймсом Дори, Майклом Шварцом и Марком Стивенсом (South Australian Museum, Аделаида, Австралия). Пчёлы из трибы Halictini подсемейства Halictinae.